# فرنسيس ووكر
فرنسيس ووكر (بالإنجليزية: Francis Walker)‏ (و. 1809 – 1874 م) هو عالم حشرات، من المملكة المتحدة، ولد في لندن، توفي في لندن، عن عمر يناهز 65 عاماً.

## أعمال بارزة
من أهم أعماله:
- Monographia Chalciditum
- Insecta Britannica Diptera.

## مناصب وهيئات
أدار المتحف البريطاني.